# Baranivka
Baranivka (ukrajinsky Баранівка, rusky Барановка – Baranovka, polsky Baranówka) je město v Žytomyrské oblasti na Ukrajině. K roku 2004 měla přes dvanáct tisíc obyvatel.

## Poloha
Baranivka leží na západním břehu Sluče, přítoku Horyně v povodí Dněpru.

## Dějiny
Baranivka byla založena v roce 1566. V roce 1938 získala status sídla městského typu a od 17. května 2001 je městem.
Až do druhé světové války zde byla významná židovská menšina (v roce 1939 23 % obyvatel).